# Grafkelder van Nassau-Siegen

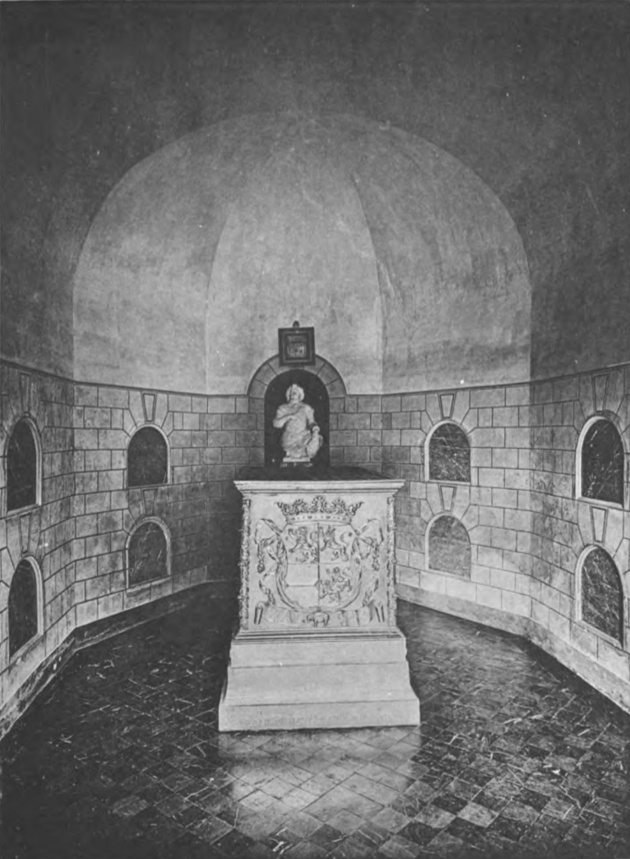
Graf

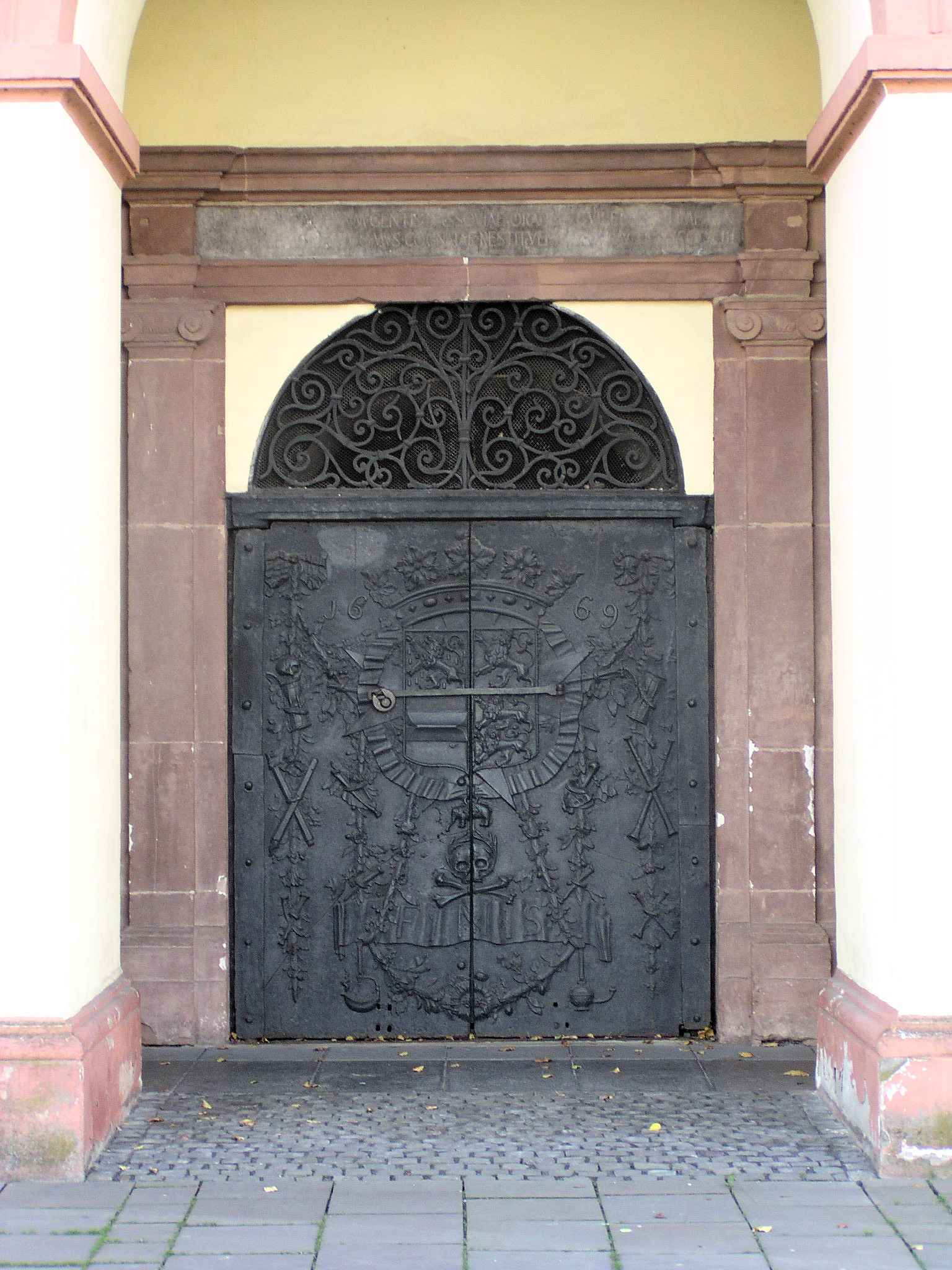
Ingang tot de Fürstengruft

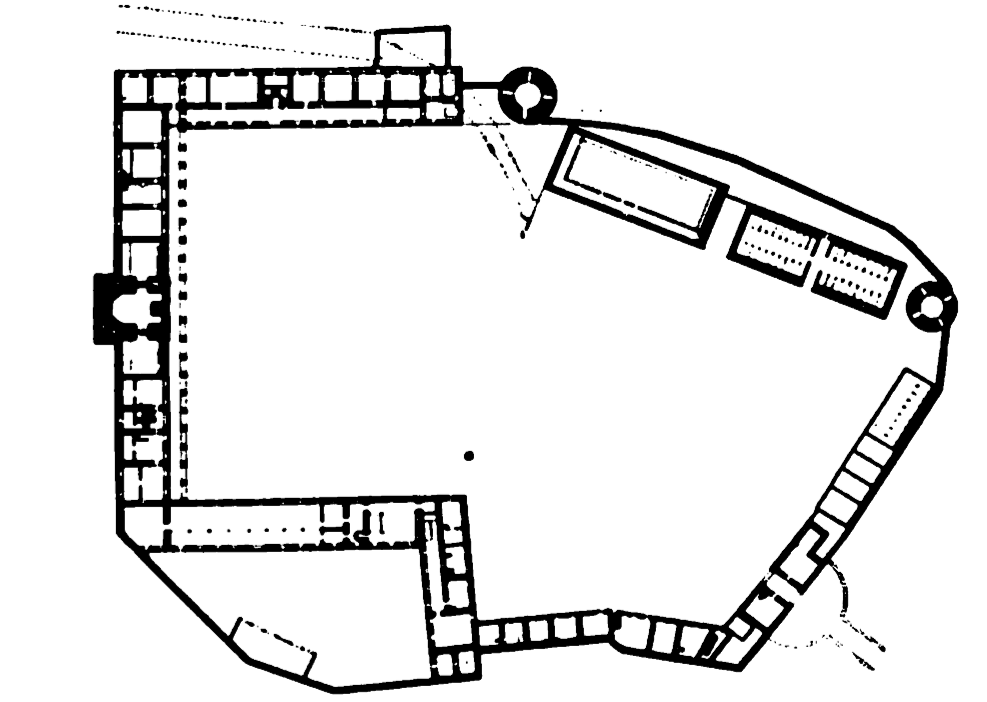
Plattegrond Unteres Schloss met de grafkamer in de linkervleugel

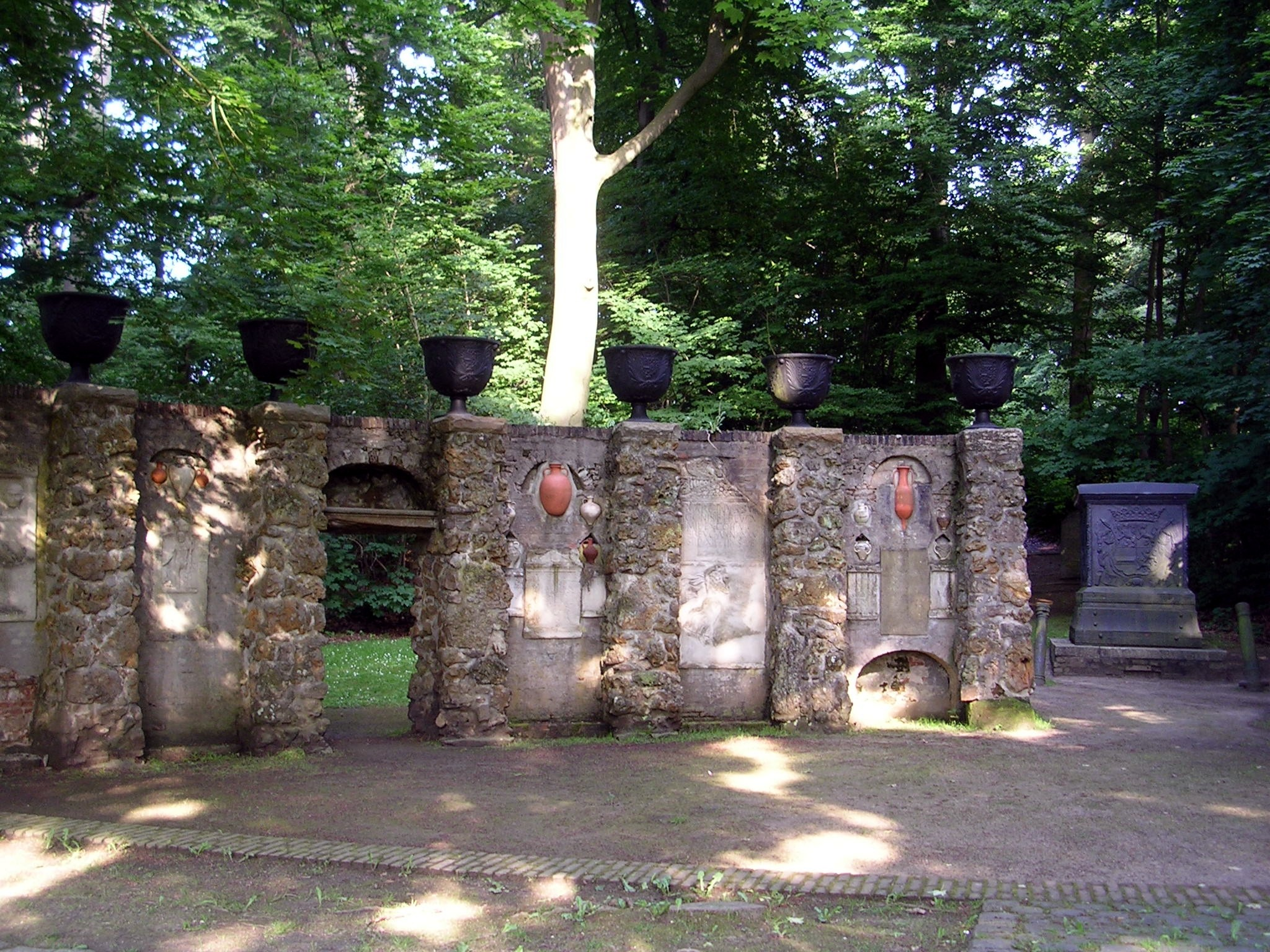
Mausoleum in Berg und Tal

De grafkelder van Nassau-Siegen is een grafkamer, Fürstengruft, in Siegen die in 1669 in opdracht van Johan Maurits van Nassau-Siegen te Siegen voor hem en het geslacht Nassau-Siegen is gebouwd. 
Architect en bouwmeester van de Fürstengruft was de architect Maurits Post, die ook betrokken was bij de verbouw van paleis Soestdijk. Het is in gebruik geweest van 1669 tot 1781. De kisten staan in groeves in de muur afgesloten met koperen platen met inscriptie. Achter de graftombe van Maurits bevindt zich in een nis de buste van Johan Maurits. Het beeld was in 1664 gemaakt door Bartholomeus Eggers voor de tuin van het Mauritshuis en is in 1669 verplaatst. Een replica van dit beeld bevindt zich sinds 1987 in de collectie van dit museum.
De grafkamer was een losstaand gebouw maar is later opgenomen in een vleugel van het kasteel het Unteres Schloss, tegenwoordig onderdeel van de universiteit van Siegen. 
De locatie voor zijn begraven zou oorspronkelijk bij Hau zijn. Daar bevindt zich in de openlucht een mausoleum. In 1678, een jaar voor zijn dood, liet Johan Maurits een graftombe bouwen naar klassiek voorbeeld op de Papenberg in Berg und Tal. Het was nabij het door hem bewoonde landhuis - een kluizenarij met kapel - met uitzicht op Kleef. Hij stierf in december 1679, in Berg und Tal. Hij werd er eerst in het door hem aangelegde mausoleum bijgezet, maar in 1680 werd hij in zijn eigen graafschap Siegen in de grafkelder herbegraven.

## Begravenen
Hieronder een lijst met namen van de personen die in de Fürstengruft zijn bijgezet:
| Nr. | Naam                        | Geboortedatum | Overlijdensdatum | bijzonderheden |
| --- | --------------------------- | ------------- | ---------------- | --- |
| 1   | Johan Maurits               | 1604          | 1679             | Hij werd in december 1679 in een graftombe op een heuvel in Berg und Tal, gemeente Bedburg-Hau, bijgezet en in 1680 in de Grafkelder van Nassau-Siegen. |
| 2   | Johan VII                   | 1561          | 1623             | zoon van Johan VI |
| 3   | Magdalena                   | 1558          | 1599             | van Waldeck-Wildungen, 1e echtgenote van Johan VII |
| 4   | Margaretha                  | 1583          | 1658             | van Sleeswijk-Holstein-Sonderburg, 2e echtgenote van Johan VII                                                                                          |
| 5   | Johan Ernst                 | 1582          | 1617             | zoon van Johan VII |
| 6   | George Frederik             | 1606          | 1674             | zoon van Johan VII |
| 7   | Christiaan                  | 1616          | 1644             | zoon van Johan VII |
| 8   | Catharina                   | 1617          | 1645             | dochter van Johan VII |
| 9   | Hendrik                     | 1611          | 1652             | zoon van Johan VII |
| 10  | Maria Magdalena             | 1632          | 1707             | van Limburg-Stirum, echtgenote van Hendrik van Nassau-Siegen                                                                                            |
| 11  | Willem Maurits              | 1649          | 1691             | zoon van Hendrik van Nassau-Siegen |
| 12  | Ernestine Charlotte         | 1662          | 1732             | van Nassau-Schaumburg, echtgenote van Willem Maurits, dochter van Adolf van Nassau-Schaumburg                                                           |
| 13  | Frederik Hendrik            | 1651          | 1676             | zoon van Hendrik van Nassau-Siegen |
| 14  | Frederik Willem Adolf       | 1680          | 1722             | zoon van Willem Maurits van Nassau-Siegen |
| 15  | Elisabeth Juliana Francisca | 1681          | 1707             | van Hessen-Homburg, dochter van Frederik II van Hessen-Homburg 1e echtgenote van Frederik Willem Adolf                                                  |
| 16  | Amalia Louise               | 1687          | 1750             | van Koerland, dochter van Frederik Casimir Kettler 2e echtgenote van Frederik Willem Adolf                                                              |
| 17  | Karel Lodewijk Hendrik      | 1682          | 1704             | zoon van Willem Maurits van Nassau-Siegen |
| 18  | Sophia Maria                | 1704          | 1704             | dochter van Frederik Willem Adolf |
| 19  | Sibylla Henriëtte Eleonora  | 1705          | 1712             | dochter van Frederik Willem Adolf |
| 20  | Sophia Elisabeth            | 1707          | 1708             | dochter van Frederik Willem Adolf |
| 21  | Wilhelmina Charlotte Louise | 1711          | 1711             | Frederik Willem Adolf |
| 22  | Frederik Willem II          | 1706          | 1734             | zoon van Frederik Willem Adolf |
| 23  | Sophia Polyxena Concordia   | 1709          | 1781             | van Sayn-Wittgenstein-Hohenstein echtgenote van Frederik Willem II                                                                                      |
| 24  | Anna Charlotte Augusta      | 1734          | 1759             | dochter van Frederik Willem II |
| 25  | Sophia Margaretha           | 1610          | 1669             | dochter van Johan VII van Nassau-Siegen echtgenote van Georg Ernst van Limburg Stirum (1593-1661)                                                       |
| 26  | Elisabeth Juliana           | 1620          | 1665             | dochter van Johan VII van Nassau-Siegen echtgenote van Bernhard van Sayn-Wittgenstein (1620-1675)                                                       |
| 27  | Sophia Wilhelmina           | 1709          | 1710             | dochter van Frederik Willem Adolf |
| 28  | Karel Frederik              | 1710          | 1710             | zoon van Frederik Willem Adolf |
| 29  | Lodewijk Ferdinand          | 1714          | 1715             | zoon van Frederik Willem Adolf |
| 30  | Willem Maurits              | 1717          | 1719             | zoon van Frederik Willem Adolf |
| 31  | Frederica Augusta Sophia    | 1732          | 1733             | dochter van Frederik Willem II |

## Meer grafkelders
- Lijst van grafkelders van het huis Nassau